# Arabkir Erywań
Arabkir Erywań (orm. „Արաբկիր“ Ֆուտբոլային Ակումբ Երևան, "Arabkir" Futbolajin Akumby Jerewan) – ormiański klub piłkarski z siedzibą w stolicy kraju Erywań.

## Historia
Chronologia nazw:
- 1977–1992: Arabkir Erywań (orm. «Արաբկիր» Երևան)
- 1992–1995: KanAZ Erywań (orm. «ԿանԱԶ» Երևան)
- 1995–1997: Arabkir Erywań (orm. «Արաբկիր» Երևան)

Klub Piłkarski Arabkir Erywań został założony w 1977 roku. Występował w rozgrywkach amatorskich, a w 1979 debiutował w Drugiej Lidze, strefie 4 Mistrzostw ZSRR.
Po uzyskaniu przez Armenię niepodległości w 1992 jako KanAZ Erywań debiutował w najwyższej lidze Armenii. W 1994 zajął 15. miejsce i spadł do Aradżin chumb. Klub przywrócił historyczną nazwę Arabkir Erywań. Po dwóch sezonach w niższej lidze w sezonie 1996/97 powraca do Bardsragujn chumb. Powrót był nieudany, zajął 10. miejsce i spadł do Aradżin chumb. Ale nie przystąpił do rozgrywek i został rozwiązany.

## Sukcesy
- Druga Liga ZSRR, strefa 9: 3. miejsce (1980)
- Mistrzostwo Armeńskiej SRR: mistrz (1978)
- Puchar Armeńskiej SRR: zdobywca (1978)
- Mistrzostwo Armenii: 10. miejsce (1993, 1997)
- Puchar Armenii: 1/8 finału (1992, 1994)